# Eristena tridentata
Eristena tridentata is een vlinder uit de familie van de grasmotten (Crambidae), uit de onderfamilie van de Acentropinae. De wetenschappelijke naam van deze soort is voor het eerst gepubliceerd in 2006 door Fuqiang Chen, Shimei Song en Chunsheng Wu.
De spanwijdte van het mannetje varieert van 14 tot 16 millimeter en van het vrouwtje van 14 tot 18 millimeter.
De soort komt voor in China (Guizhou).